# Gebänderte Fruchttaube

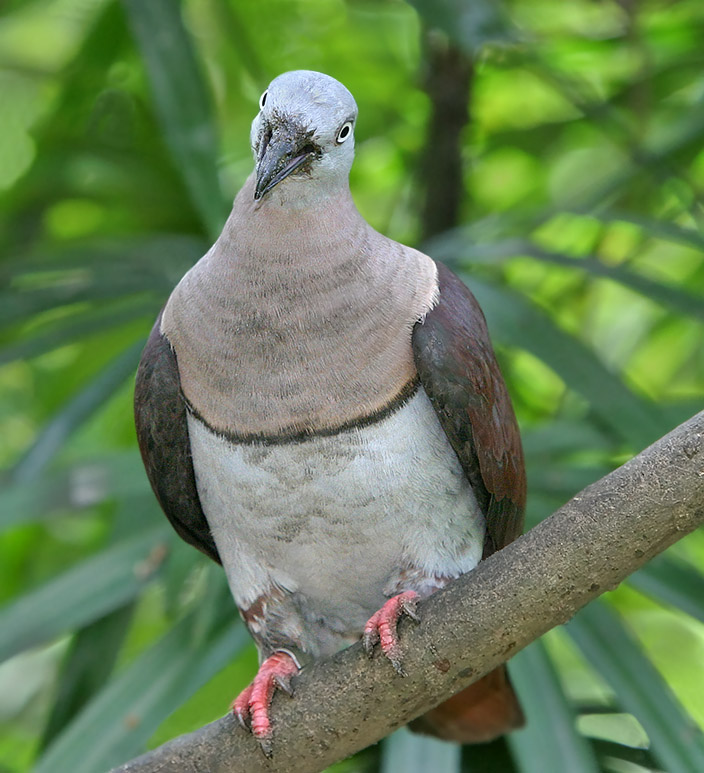
Die deutschsprachigen Namen Gebänderte Fruchttaube oder Halsband-Fruchttaube beziehen sich auf das schmale dunkle Band, das über die Brustmitte verläuft.

Die Gebänderte Fruchttaube (Ducula zoeae), auch Halsband-Fruchttaube genannt, ist eine Art der Taubenvögel aus Neuguinea.

## Erscheinungsbild
Die Gebänderte Fruchttaube erreicht eine Körperlänge von 38 bis 41 Zentimetern und hat ein Gewicht von bis zu 600 Gramm. Sie ist damit etwas kleiner als eine Ringeltaube, aber ungefähr von gleicher Größe wie eine große Rasse der Haustauben. Charakteristisch für die Gebänderte Fruchttaube ist das schmale dunkle Band, das über die Brustmitte verläuft und zu der deutschsprachigen Bezeichnung Gebänderte Fruchttaube oder Halsband-Fruchttaube geführt hat.
Der Kopf und die Kehle sind bläulich hellgrau. Der Hals und die Vorderbrust bis zu dem schwarzen Brustband erscheinen dunkler grau mit einem rötlichen oder rosa Schimmer. Die restliche Körperoberseite und die oberen Flügeldecken sind blass purpurviolett bis kastanienbraun. Die Schwanzfedern und Teile der Flügeldecken tragen einen dunkelgrünen Schimmer. Die Iris ist weiß. Die Füße sind rot.

## Verbreitung, Lebensraum und Lebensweise
Die Gebänderte Fruchttaube ist ein Endemit Neuguineas und der vorgelagerten Inseln. Sie lebt in immergrünen Regelnwäldern mit geschlossenem Kronendach, in Monsunwäldern und in teilweise bewirtschafteten Wäldern. Vom dichten Kronendach geschützt, bemerkt man die Anwesenheit der paarweise oder in kleinen Gruppen von bis zu 10 Tieren lebende Art meist durch ihren charakteristischen Ruf. Sie kommt überwiegend in Tiefland vor, Sichtung gibt es bis in 1500 Meter Höhe. Wegen des sehr großen Verbreitungsgebietes und der gleichbleibenden Bestandsgröße wird sie von der IUCN als nicht gefährdet (Least Concern, LC) eingestuft.

## Systematik und Taxonomie
Die Art wurde von René Primevère Lesson auf Neuguinea in der Umgebung des Dorfes Dorery entdeckt und 1826 von Eugène Desmarest im 40. Band des von Frédéric Cuvier begründeten Dictionnaire des sciences naturelles beschrieben. Da sich Desmarest auf Notizen von Lesson stützte, wird Letzterer oft als Erstbeschreiber angesehen. Seine Beschreibung ist jedoch nicht in einer Fachzeitschrift veröffentlicht worden, so dass Desmarest nach den Internationalen Regeln für die Zoologische Nomenklatur (ICZN) als Erstautor angesehen werden muss.